# Gossau ZH
| ZH ist das Kürzel für den Kanton Zürich in der Schweiz. Es wird verwendet, um Verwechslungen mit anderen Einträgen des Namens Gossau zu vermeiden. |

Gossau [ˈɡoːsau̯] (im zürichdeutschen Ortsdialekt Goossau [ˈɡoːsːæu̯]) ist eine politische Gemeinde im Bezirk Hinwil des Schweizer Kantons Zürich. Sie liegt im Zürcher Oberland, im oberen Glatttal zwischen Wetzikon und Forch.

## Geographie
Gossau grenzt im Westen an den Bezirk Uster, im Norden an Wetzikon, im Osten an Bubikon und im Süden an Grüningen.
Zur Gemeinde Gossau gehören die Ortschaften resp. Wachten Bertschikon, Grüt, Ottikon, Herschmettlen und Gossau-Dorf. Hinzu kommen einzelne Weiler wie der Hellberg oder die Brüschweid.
Gossau und seine Wachten liegen eingebettet in eine von über 150 Drumlins geprägten Landschaft, ein Überbleibsel aus der Eiszeit. Auf den bewaldeten Hügeln und in den moordurchzogenen Senken entwickelten sich nach und nach die Siedlungen.
Die Luftdistanz zur Stadt Zürich beträgt 18 Kilometer, die Gemeindegrenze ist 27,2 Kilometer lang, Staats- und Gemeindestrassen umfassen 98 Kilometer und Flurstrassen 120 Kilometer. Von der Gemeindefläche dienen 66,4 % der Landwirtschaft, 14,1 % sind mit Wald bedeckt, 5,3 % sind Strassen und 13,7 % Siedlungsgebiete, Gewässer nehmen 0,1 % der Fläche in Anspruch (2010).

## Wappen
Blasonierung:
In Gold ein steigender roter Fischotter und ein schwarzes, mit einem silbernen Ball belegtes Schildhaupt

### Dorfwappen

Bertschikon
Gossau
Grüt
Herschmettlen
Ottikon

Der Otter wurde aus dem alten Wappen von Ottikon übernommen, der silberne Ball steht für Gossau-Dorf. Das Gemeindewappen wurde 1930 eingeführt und ersetzte ein komplexeres Wappen, das auch Elemente für die Ortsteile Herschmettlen, Bertschikon und Grüt enthielt.
Der Fischotter im Wappen der Wacht Ottikon wurde von der politischen Gemeinde Gossau deshalb als zentrales Motiv für ihr Gemeindewappen erkoren, weil sich dieses Schildmotiv als einziges der Gossauer Wachtenwappen direkt auf Gossau zurückverfolgen lässt. Die Darstellung des Otters geht auf ein in Ottikon ansässiges und damit Gossauer Adelsgeschlecht zurück.
Wappen von Gossau Dorf
Der silberne Ball mit gelben Band auf schwarzem Grund geht ebenfalls auf ein Adelsgeschlecht zurück, nämlich auf das Wappen der Familie Schmid aus Wetzikon. Ableger dieses Geschlechtes sind ab 1204 in Zürich bezeugt und haben seither Bürgermeister, Ratsherren und Landvögte gestellt. Ab 1627 tauchen die Schmids als Inhaber der Burg und Herrschaft Kempten (Wetzikon) auf, womit sie auch in den Besitz der Helfereipfrund Gossau gelangen (in einer Helferei lebten die Hilfspfarrer). Mitglieder der Familie werden so in Gossau heimisch und steigen im 17. Jahrhundert sogar zur Führungselite des Dorfes auf.

## Bevölkerung
| Jahr      | 1634 | 1730  | 1870  | 1910  | 1941  | 1960  | 1970  | 1980  | 1990  | 2000  | 2010  | 2011  | 2012  | 2013  | 2014  | 2015  | 2016  | 2017  | 2018   | 2019   |
| Einwohner | 875  | 1'649 | 3'089 | 2'339 | 2'387 | 3'276 | 4'789 | 4'892 | 7'157 | 8'796 | 9'599 | 9'681 | 9'754 | 9'811 | 9'791 | 9'744 | 9'791 | 9'937 | 10'198 | 10'254 |

In Gossau gibt es 5465 Haushalte (2016). Der Ausländeranteil beträgt 14,59 % (2016). Steuerfuss (ohne Kirchen): 219 %. (2016)

### Religion
Am 31. Dezember 2016 gehörten 42,6 % der Bevölkerung der evangelisch-reformierten Kirche und 24,4 % der römisch-katholischen Kirche an.
In Gossau vertreten ist auch die Freikirche Chrischona sowie die neuapostolische Kirche.

## Politik

### Legislative
Die Stimmbürger sind das oberste Organ der politischen Gemeinde. Sie wählen den Gemeinderat, die Rechnungsprüfungskommission, die Sozialbehörde und entscheiden an der Urne oder in der Gemeindeversammlung über die wichtigsten Geschäfte der Gemeinde.

### Exekutive
Alle vier Jahre wählen die Stimmberechtigten an der Urne einen derzeit siebenköpfigen Gemeinderat (inkl. Präsident). Gemeindepräsident ist Jörg Kündig (FDP, Stand Dezember 2017).
| Mitglieder des Gossauer Gemeinderats (2014–2018) | Mitglieder des Gossauer Gemeinderats (2014–2018) | Mitglieder des Gossauer Gemeinderats (2014–2018) | Mitglieder des Gossauer Gemeinderats (2014–2018) |
| Name                                             | Amtsantritt                                      | Funktion                                         | Partei                                           |
| ------------------------------------------------ | ------------------------------------------------ | ------------------------------------------------ | ------------------------------------------------ |
| Jörg Kündig                                      | 1994                                             | Gemeindepräsident                                | FDP                                              |
| Daniel Baldenweg                                 | 1998                                             | Hochbau und Planung                              | EVP                                              |
| Salvatore Giorgiano                              | 2014                                             | Sicherheit                                       | parteilos                                        |
| Marc Huber                                       | 2002                                             | Tiefbau                                          | parteilos                                        |
| Elisabeth Pflugshaupt                            | 2014                                             | Liegenschaften, Betriebe, Kultur und Sport       | SVP                                              |
| Sylvia Veraguth Bamert                           | 2010                                             | Gesellschaft                                     | PFP (Politisches Frauenpodium Gossau)            |
| Heinrich Wintsch                                 | 1990                                             | Umwelt                                           | SVP                                              |

### Vertretung im kantonalen und nationalen Parlament
Im Zürcher Kantonsrat war Gossau im Jahr 2011 durch folgende Personen vertreten: Cornelia Keller (BDP), Jörg Kündig (FDP), Beat Monhart (EVP), Elisabeth Pflugshaupt (SVP) und Daniel Wäfler (SVP).
Bei den Nationalratswahlen 2023 betrugen die Wähleranteile in Gossau: SVP 40,17 % (+4,04), FDP 11,52 % (−2,76), SP 11,42 % (+1,63), glp 9,74 % (−1,43), Mitte 7,11 % (+1,20), Grüne 7,02 % (−3,16), EVP 5,74 % (−1,39), EDU 3,89 (−0,38).

## Geschichte

### Ortsname
Der Ortsname «Gossau» stammt aus der Zeit der alemannischen Landnahme. Er geht auf althochdeutsch Gôʒʒes ouwa zurück, was «Au des Gôʒʒo» bedeutet und an den alemannischen Siedler erinnert, der hier an oder auf sumpfigem Gelände seinen Hof errichtete.

### Frühgeschichte und Mittelalter
Die frühesten Spuren von Siedlern auf dem Territorium der heutigen Gemeinde Gossau stammen aus der Bronzezeit, ca. 2200 bis 800 v. Chr. Die Funde sind spärlich und weisen höchstens auf ein kleines Dorf weitab grösserer Siedlungen hin. Konkreter sind die Spuren der Kelten, die auf eine dauerhafte Besiedlung Gossaus und seiner Umgebung schliessen lassen. Während der Römerzeit bleibt Gossau weiterhin im Windschatten der Geschichte. Ganz unberührt von römischen Einflüssen war die Gegend aber offensichtlich nicht, wie der Fund einer Münze aus der Spätzeit der römischen Herrschaft im Jahr 1994 zeigt.

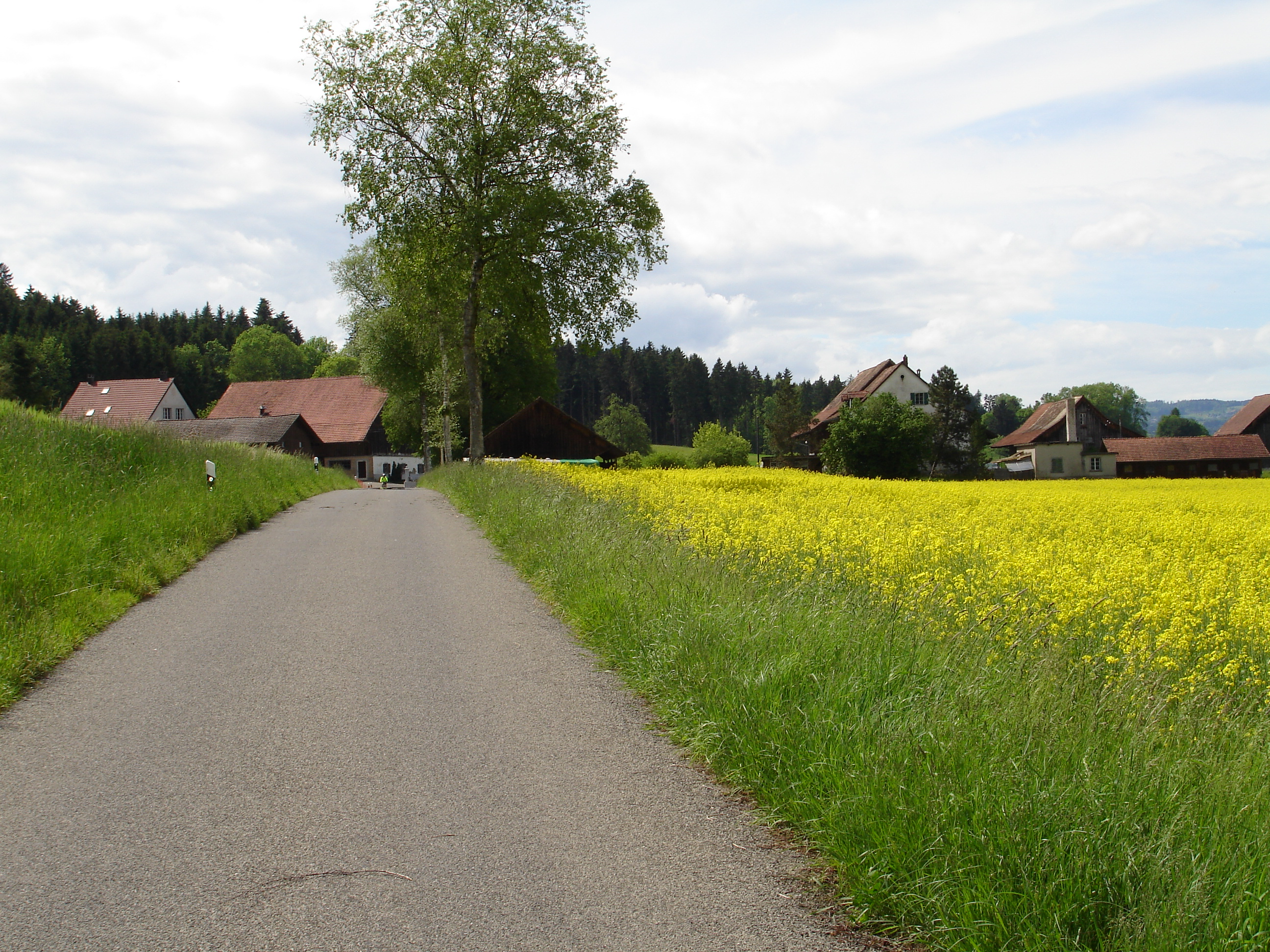
Der Weiler Jungholz in der Wacht Gossau-Dorf. Hier siedelten wohl die ersten Alemannen im 7. oder 8. Jahrhundert.

Die meist friedlich verlaufene Zuwanderung der Alamannen im frühen 7. und 8. Jahrhundert liefert erstmals gesicherte Angaben über eine kontinuierliche Besiedlung Gossaus. Die Christianisierung der Bevölkerung in jener Zeit ist mit der Machtübernahme der Klöster verbunden, die ihre Tätigkeiten regelmässig dokumentieren. Die älteste Urkunde aus Gossau stammt von 745: In jenem Jahr veräusserte die mächtige alamannische Beata-Landolt-Sippe ihr Land in diesem Gebiet an das Kloster St. Gallen. Auf dem Flecken entstand später der Gossauer Weiler Jungholz.
Wie im Feudalsystem des Hochmittelalters üblich, gehörte das heutige Gossauer Gemeindegebiet immer wieder anderen Herren: Das Kloster St. Gallen baute hier zwischen 745 und 777 seinen Landbesitz aus, errichtete im heutigen Ortsteil Gossau-Dorf die erste Kirche und gründete die grösste Kirchgemeinde im Zürcher Oberland. Die Herrschafts- und Grundrechte lagen abwechslungsweise in weltlichen und in kirchlichen Händen. 1262 erhoben die Habsburger das benachbarte Grüningen zum Vogteisitz, wodurch Gossau zum Untertanen der Landgrafschaft Grüningen wurde. 1408 übernahm der Stadtstaat Zürich die Herrschaftsrechte über die Vogtei Grüningen und behielt sie bis zum Ende des Ancien Régime 1798. Ein wichtiger Grundherr, der auch die Rechte am Gossauer Kirchengut besass, war ab 1414 das Kloster Rüti.

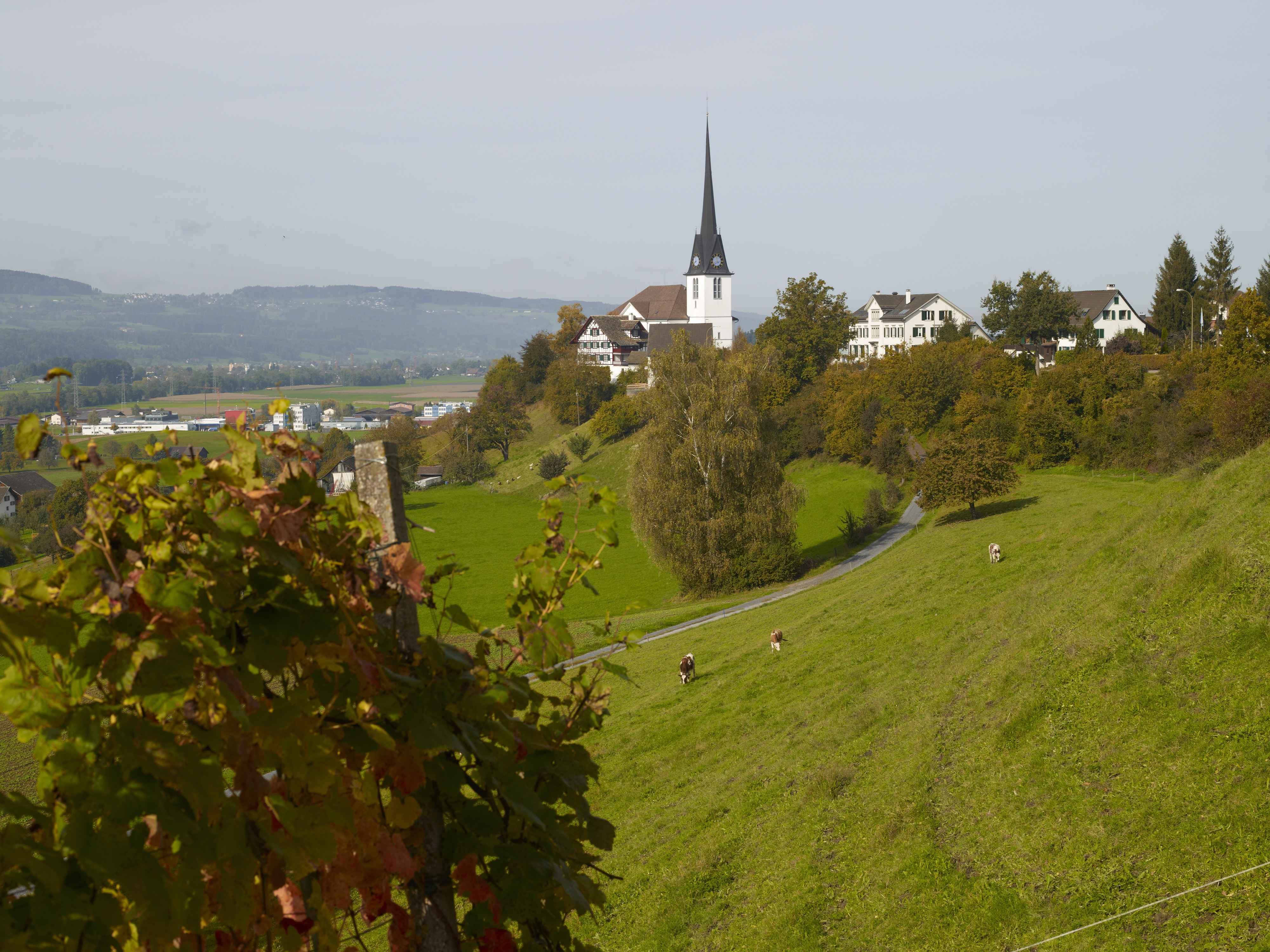
Reformierte Pfarrkirche mit Pfarrhaus und Helferei in Gossau-Dorf. Im Hintergrund liegt die kleine Industriezone.

Während der Reformation, die unter dem Einfluss Huldrych Zwinglis ab 1517 ihren Siegesmarsch antritt, wurde das Kloster Rüti von rebellierenden Bauern gestürmt, darunter vielen aus Gossau. Wenig später wurde auch das Rittergut in Bubikon heimgesucht, das einige Ländereien in Gossau zum Lehen hatte. 1525 erreichte die Abspaltung von der katholischen Kirche ihren Höhepunkt, die Klöster wurden aufgelöst. Die Bevölkerung Gossaus zeigte sich gegenüber der Reformationsbewegung aufgeschlossen. Stark vertreten waren hier die Wiedertäufer, einem radikalen Flügel der Reformbewegung, der in manchen religiösen Fragen im Widerspruch zu Zwingli stand. Unter ihrer Führung kam es zu Aufständen gegen den Stadtstaat Zürich, bei denen die Abschaffung der Leibeigenschaft, des kleinen Zehnten und der Frondienste gefordert wurde. Zentrum der Rebellion war die Grafschaft Grüningen und hier besonders Gossau, das viele der von Zürich verfolgten Wiedertäufer aufnahm. Schliesslich wurde die Bewegung zerschlagen. Ihre Anführer, darunter der Gossauer Jakob Falk, wurden 1527 und 1528 in der Limmat ertränkt.

### Neuzeit

#### 18. und 19. Jahrhundert
Die Geschichte der politischen Gemeinde Gossau beginnt mit der militärischen Besetzung der Schweiz im Jahr 1798 durch napoleonische Truppen und der helvetischen Republik. Zur neu geformten politischen Gemeinde, die dem Bezirk Hinwil zugeschlagen wird, gehören die Zivilgemeinden der einzelnen Ortsteile, die heutigen Wachten. Ab 1803, während der sogenannten Mediation, lässt Napoleon auf Druck der alten politischen Kräfte die zentralistisch regierte Helvetische Republik in die föderalistische schweizerische Eidgenossenschaft umbauen. Die ländliche Bevölkerung verliert in dieser Zeit viele der Rechte, die sie in der helvetischen Revolution errungen hat. So sind etwa nur noch 40 % der Gossauer Bürger wahlberechtigt.
Über die Jahrhunderte bestand die Mehrheit der Gossauer Bevölkerung aus Kleinbauern, die hauptsächlich nach dem kollektiven Dreizelgen-System Ackerbau betrieben. Das ändert sich spürbar im 18. Jahrhundert, als neue ertragssteigernde Anbaumethoden eingeführt werden. Um sich ein Zubrot zu erwerben, arbeiten viele der Kleinbauernfamilien ab der Mitte des 18. Jahrhunderts in der Heimindustrie. Es gibt in Gossau fast kein Haus, in dem nicht mindestens ein Webstuhl steht. Mit der Zeit sind über 60 % aller Kleinbauern Gossaus im Nebenerwerb als Heimweber bzw. Heimspinner tätig. Demgegenüber können es sich die Grossbauern leisten, ihre Höfe auf die Milchwirtschaft umzustellen, die sich in den ersten Jahrzehnten des 19. Jahrhunderts ausbreitet. Auch in Gossau werden erste Sennereien zur Käseproduktion gegründet, ab 1830 schiessen sie gar wie Pilze aus dem Boden.

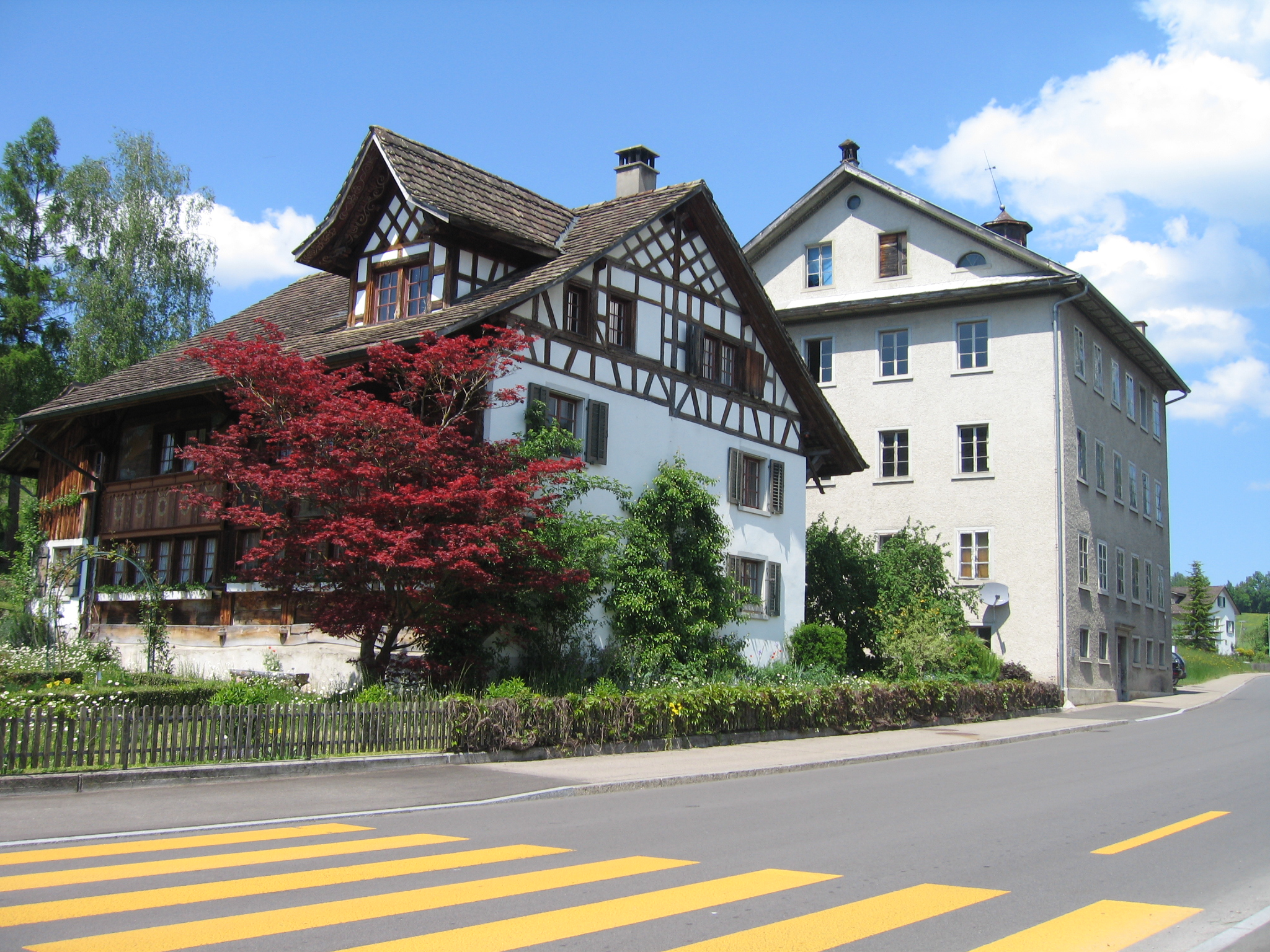
Wacht Ottikon: Das Dürsteler-Haus (heute Ortsmuseum) und dahinter die damals grösste Baumwollspinnerei auf dem Gemeindegebiet.

Der Siegeszug der Textilfabriken ab Beginn des 19. Jahrhunderts setzt der Heimindustrie nach und nach ein Ende. Bis 1850 verlieren die meisten Heimweber in Gossau diese wichtige Existenzgrundlage. Viele der betroffenen Kleinbauern geben ihre Höfe auf und suchen sich in einer Fabrik Arbeit oder wandern aus, andere satteln auf die Seidenindustrie um, die länger als die Baumwollindustrie auf Heimarbeiter baut. Die verlassenen Höfe werden von – zumeist aus dem Kanton Bern – zuziehenden Bauernfamilien übernommen. Diese bleiben ihren bäuerlichen Wurzeln treu, vergrössern aber die Betriebe und widmen sich vor allem der Milchwirtschaft.
Im Zuge der Industrialisierung entstehen auch in Gossau kleinere Spinnereien und Webereien, die erste 1816 in einem rückwärtigen Anbau der Taverne Krone in der Wacht Bertschikon bei Gossau. Doch mit den grossen Fabriken, die um 1820 in den Nachbarorten Uster und Wetzikon ihre Tore öffnen, kann Gossau nicht mithalten. Es fehlt an Wasserläufen, um die Antriebsenergie für eine grössere Anzahl Maschinen zu generieren. Auch die Seidenindustrie, die in der zweiten Hälfte des 19. Jahrhunderts zur Schweizer Leitindustrie aufsteigt, findet in Gossau keine besonders guten Rahmenbedingungen. Nur zwei Betriebe überleben hier die Jahrhundertwende: Die 1827 als Baumwollfabrik gegründete Seidenspinnerei Tannenberg in Gossau-Dorf, die 1930 schliesst, und die 1873 eröffnete Seidenspinnerei IDEWE in Ottikon, die bis 1973 bestand.
Auch punkto Verkehrserschliessung bleibt Gossau lange Zeit ein Randgebiet. Ab 1836 legt immerhin die Postkutsche von Zürich nach Wald im Gossauer Weiler Fuchsrüti einen Halt ein. Besser erreichbar ist das Dorf, nachdem 1844 die Strasse von Stäfa über Grüningen und Ottikon nach Wetzikon eröffnet worden ist. 1853 wird zudem die neue Forchstrasse eingeweiht. Die Chancen, die sich im öffentlichen Verkehr anbieten, verpasst Gossau jedoch. So lehnt es die Gemeinde 1857 ab, die Verlängerung der 1856 eröffneten Glatthalbahn über Gossauer Gemeindegebiet zu führen. Erst 1890 tut sich wieder etwas: Einige Zürcher Oberländer Gemeinden planen die Einrichtung elektrisch betriebener Überland-Strassenbahnen, die einerseits die Gemeinden entlang der Glattalbahn mit jenen am Zürichsee verbinden, andererseits den Anschluss an das schweizerische Eisenbahnnetz sicherstellen sollen. Bei der Planung der Wetzikon-Meilen-Bahn (WMB) droht Gossau einmal mehr links liegen gelassen zu werden. Der Gossauer Kantonsrat Widmer-Heusser setzt jedoch durch, dass die Ortsteile Gossau-Dorf, Grüt und Ottikon WMB-Stationen erhalten. Wirtschaftlich sind die Überland-Strassenbahnen kein Erfolg, auch die 1903 eröffnete WMB muss 1950 den Betrieb einstellen. Ihre Linien werden von Bussen übernommen.

#### 20. Jahrhundert

Historisches Luftbild aus 400 m von Walter Mittelholzer von 1924

Historisches Luftbild aus 400 m von Walter Mittelholzer von 1925

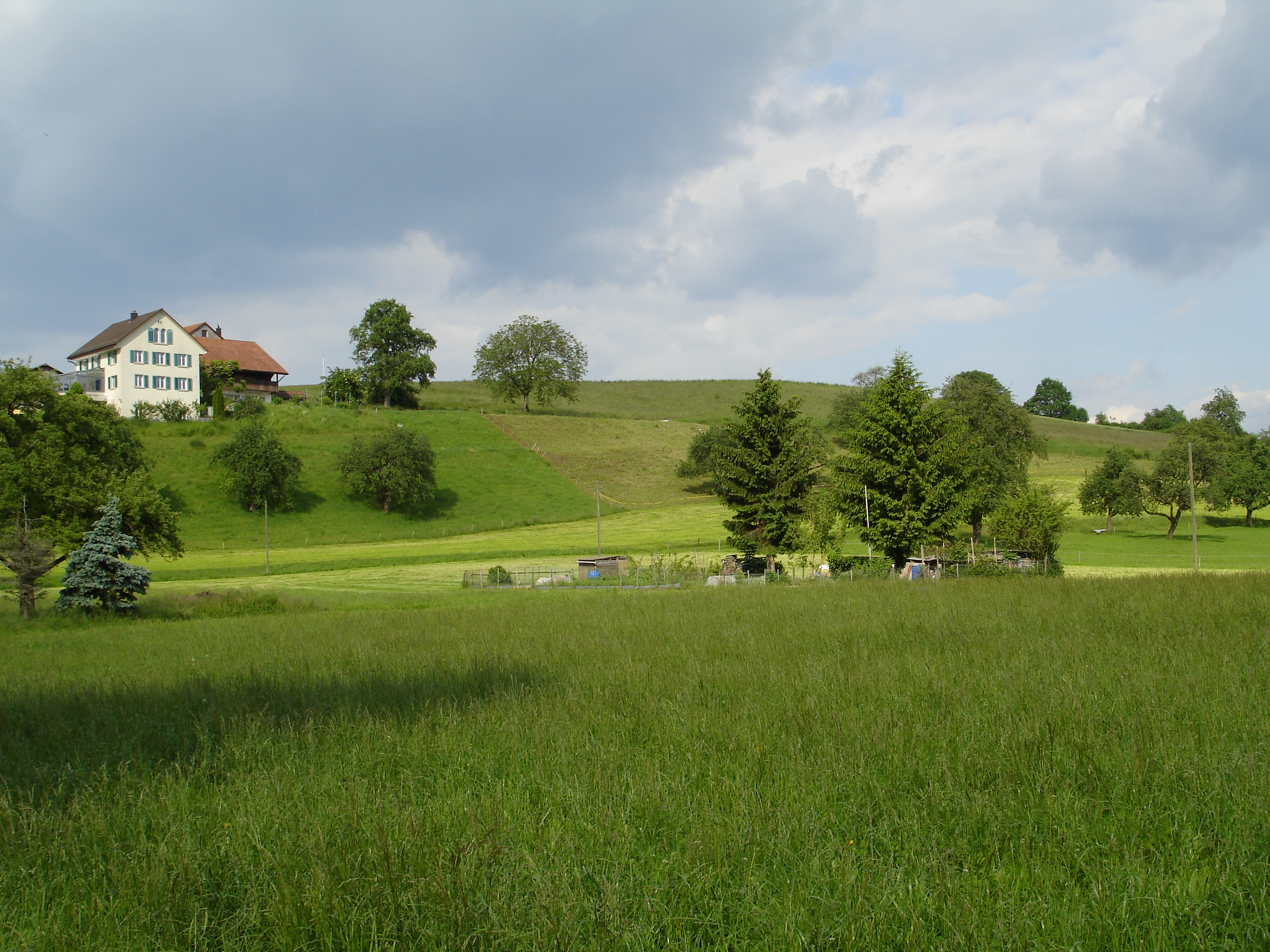
Der Drumlin Ottiker Büel in der Wacht Ottikon.

1914 treten die grossen Nationen Europas den Ersten Weltkrieg los. Auch die Schweiz macht mobil, um ihre Grenzen zu schützen. Allenthalben geht man davon aus, dass der Krieg nicht lange dauern werde, und verpasst es deshalb, eine solide Kriegswirtschaft aufzubauen. Das ist umso gravierender, als die Schweiz in der Lebensmittelversorgung zu 40 Prozent von Importen abhängt. So geraten viele Familien, deren Ernährer Wehrdienst leisten, in grosse Not. Hunger und Armut grassieren. Wie alle Gemeinden der Schweiz, ist auch Gossau verpflichtet, dem Militär auf Befehl Pferde und Wagen sowie Heu und Stroh zu überlassen. Ab 1917 werden die Lebensmittel rationiert. Von jeder Gemeinde wird verlangt, zusätzliche Anbauflächen für Kartoffeln anzulegen. Gossau legt zu diesem Zweck das Moosried in Ottikon trocken. Hunger und Armut treiben die sozialen Spannungen im Land auf den Höhepunkt. Im November 1918 entladen sie sich im Landesstreik. Während zahlreiche Arbeiter in den Industriezentren auf dem Land und in der Stadt streiken, bleibt es in Gossau ruhig.
In der Zwischenkriegszeit leidet die Gossauer Bevölkerung unter drückender Armut. Der grösste lokale Arbeitgeber, die Seidenfabrik Tannenberg, schliesst 1930. Im selben Jahr gibt es aber auch einen Lichtblick: Die Accum AG, ein Hersteller von Heizapparaten, siedelt sich in Gossau-Dorf an und übernimmt die Rolle der Seidenfabrik.
Auf den Zweiten Weltkrieg ist die Schweiz besser vorbereitet. Trotz Lebensmittelrationierung muss im ländlichen Gossau niemand hungern. Am meisten Spuren hinterlässt hier die Anbauschlacht, geplant von Traugott Wahlen, Professor für Landwirtschaft und späterer Bundesrat. Um mehr Ackerfrüchte anbauen zu können, wird in Gossau das riesige Gossauer Riet – damals eine prächtige Naturoase – melioriert. Im Kriegsjahr 1941 erhält die Wirtschaft des Dorfes mit einem Betrieb für Champignon-Zucht, im Volksmund «Pilzi» genannt, weiteren Zuwachs.

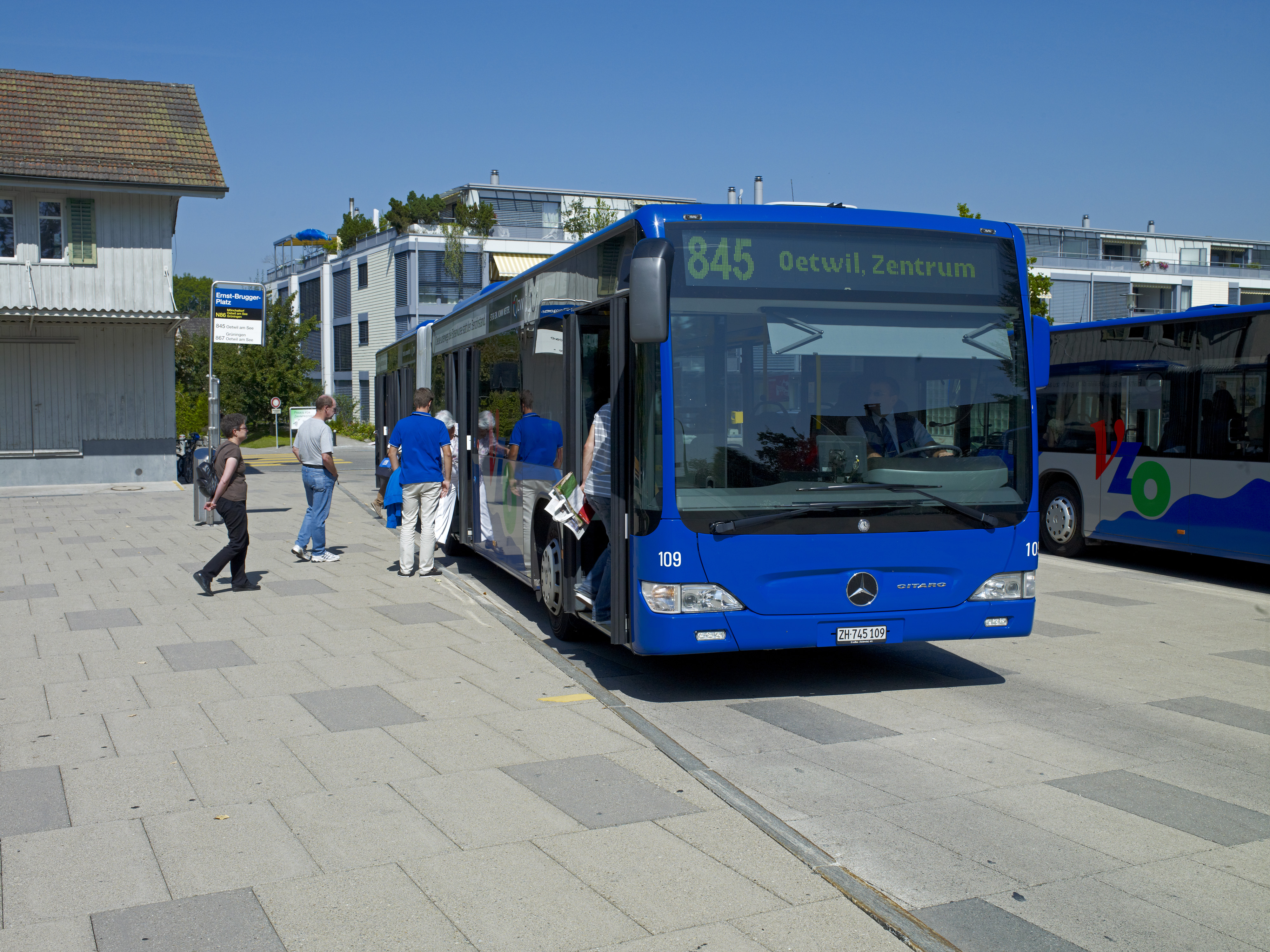
Bus des VZO, der Verkehrsbetriebe Zürichsee und Oberland in Gossau-Dorf.

In der Hochkonjunktur der 1950er Jahre wird der Kanton Zürich zum Motor des wirtschaftlichen Aufschwungs und zieht deshalb viele Menschen an. Das Wachstum fällt dabei weniger auf die grossen städtischen Zentren als auf die Landschaft. Auch Gossau verzeichnet eine relativ starke Zunahme der Bevölkerung. Zwischen 1941 und 2012 steigt die Zahl der Bewohner von 2'387 bis auf 9'754. Besonders nach 1960 sind viele Zuzüger zu verzeichnen, welche die ruhigen Wohnlagen im ländlich geprägten Dorf zu schätzen wissen. In dieser Zeit verändert sich das Dorfbild schnell und nachhaltig. Vor allem in den Ortsteilen Gossau-Dorf und Grüt entstehen viele neue Wohnsiedlungen. In den anderen Wachten verläuft das Wachstum hingegen gemächlicher.
Hand in Hand mit dem demografischen Wachstum wandelt sich auch die Wirtschaft der Gemeinde. Die Landwirtschaft erlebt einen Rückgang, während der Gewerbe- und vor allem der Dienstleistungssektor wachsen. In den letzten drei Jahrzehnten des 20. Jahrhunderts beschleunigt sich diese Entwicklung: Während in Gossau 1985 noch 124 Bauernhöfe gezählt werden, sind es 2010 nur noch 58.

#### Brauchtum
Seit 1968 ziehen zum Jahresende die Lichtchläuse der Chlaus-Gruppe Gossau mit selbst gefertigten Lichthauben(Iffeln) und Treicheln (gehämmerten Blechglocken) durch die Gemeinde, nachdem sie in einem Umzug den Einzug des Samichlaus begleitet haben.
1947 wurde im Gemeindeteil Herschmettlen die Knabenschaft (Knaben im Sinne der unverheirateten Männer) «Nachtheuel» (zürichdeutsch für Waldkauz) gegründet; 1962 gab sie sich erstmals Statuten. Gemäss den heutigen Statuten bezweckt der Nachtheuelverein Herschmettlen die Förderung der Kameradschaft und des Dorflebens unter Jung und Alt. Er arbeitet dabei mit dem Dorf- und dem Frauenverein Herschmettlen zusammen.

## Wirtschaft und Verkehr
Die Verkehrserschliessung, der Bevölkerungszuwachs und die Wohnqualität machen die Gemeinde Gossau für Industrie, Gewerbe und Dienstleister zu einem interessanten Standort. Trotz der ländlichen Umgebung sind die Städte Zürich, Winterthur, Rapperswil und der internationale Flughafen Kloten in 20 bis 30 Fahrminuten erreichbar.
2005 existierten in Gossau 342 Betriebe, die insgesamt 1967 Personen beschäftigten, hauptsächlich im Industrie-, Handels- und Dienstleistungssektor.

### Öffentlicher Verkehr
Punkto Verkehrserschliessung bleibt Gossau lange Zeit ein Randgebiet. Ab 1836 legt immerhin die Postkutsche von Zürich nach Wald im Gossauer Weiler Fuchsrüti einen Halt ein. Besser erreichbar ist das Dorf, nachdem 1844 die Strasse von Stäfa über Grüningen und Ottikon nach Wetzikon eröffnet worden ist. 1853 wird zudem die neue Forchstrasse eingeweiht. Die Chancen, die sich im öffentlichen Verkehr anbieten, verpasst Gossau jedoch. So lehnt es die Gemeinde 1857 ab, die Verlängerung der 1856 eröffneten Glatthalbahn über Gossauer Gemeindegebiet zu führen. Erst 1890 tut sich wieder etwas: Einige Zürcher Oberländer Gemeinden planen die Einrichtung elektrisch betriebener Überland-Strassenbahnen, die einerseits die Gemeinden entlang der Glattalbahn mit jenen am Zürichsee verbinden, andererseits den Anschluss an das schweizerische Eisenbahnnetz sicherstellen sollen. Bei der Planung der Wetzikon-Meilen-Bahn (WMB) droht Gossau einmal mehr links liegen gelassen zu werden. Der Gossauer Kantonsrat Widmer-Heusser setzt jedoch durch, dass die Ortsteile Gossau-Dorf, Grüt und Ottikon WMB-Stationen erhalten. Wirtschaftlich sind die Überland-Strassenbahnen kein Erfolg, auch die 1903 eröffnete WMB muss 1950 den Betrieb einstellen. Ihre Linien werden von Bussen übernommen.

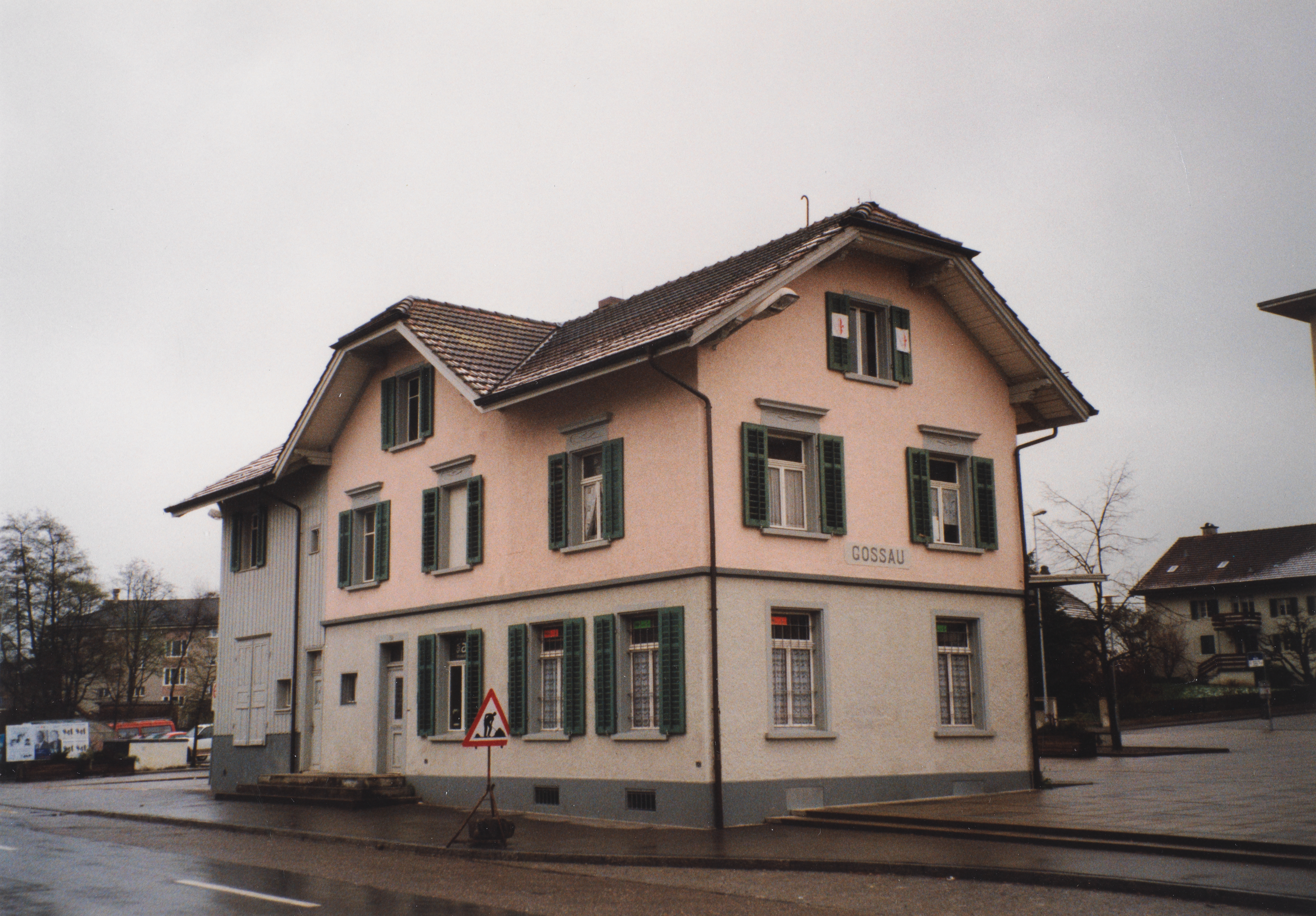
Ehemaliges Stationsgebäude am Ernst-Brugger-Platz (undatiert, Bahn geschlossen 1950)

Es existieren folgende Buslinien, die durch die Verkehrsbetriebe Zürichsee und Oberland (VZO) bedient werden:
- 845 Bahnhof Uster – Bertschikon – Gossau – Ottikon – Grüningen (-Oetwil am See)
- 862 Bahnhof Wetzikon – Grüt – Gossau – Grüt – Bahnhof Wetzikon (Rundkurs)
- 867 Bahnhof Wetzikon – Grüt – Gossau – Grüningen – Oetwil am See

### Individualverkehr
Im Bereich Schnellstrassen ist Gossau durch die kantonale Autostrasse A52 (Forchautostrasse) respektive A15 (Oberlandautobahn bis Uster) erschlossen. Ein feinverzweigtes kantonales und kommunales Strassennetz führt in jeden Winkel der grossflächigen Gemeinde.

## Schule
Gossau verfügt über geleitete Schulen. Auf dem Gemeindegebiet verteilt befinden sich neun Kindergärten, sechs Primarschulhäuser und ein Oberstufenschulhaus. Das Lang- oder Kurzzeitgymnasium kann an der Kantonsschule Zürcher Oberland (KZO) in Wetzikon besucht werden.

## Sehenswürdigkeiten

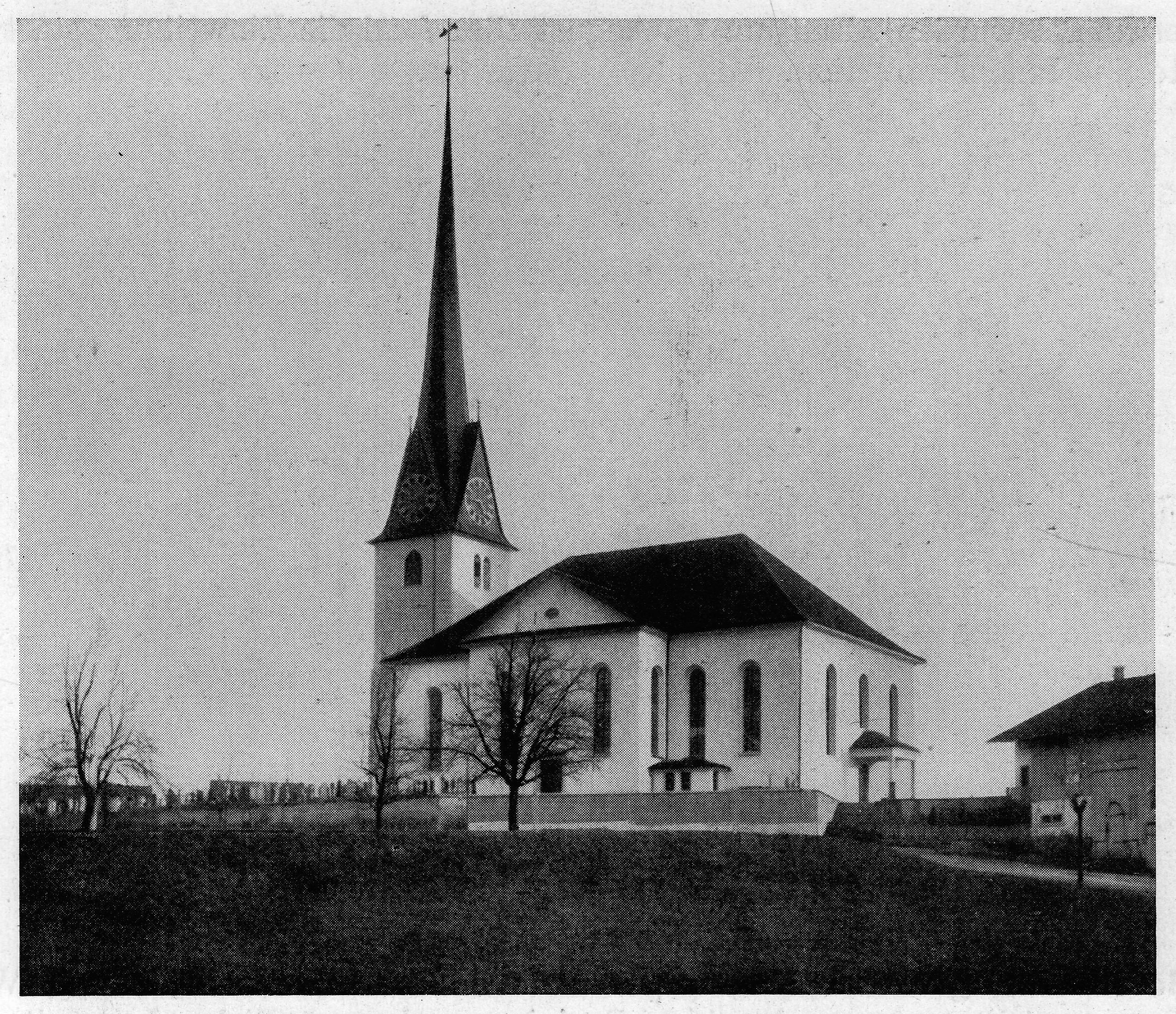
Dorfkirche Gossau

- reformierte Kirche Gossau: Das Wahrzeichen von Gossau thront hoch über der Gemeinde. Sie hat einen zentral stehenden Taufstein aus tiefschwarzem Marmor. Schon im 8. Jahrhundert wurde an diesem Platz die erste Kirche erbaut.
- katholische Kirche Maria Krönung
- Dürstelerhaus Ottikon Gossau: Ortsmuseum der Gemeinde Gossau ZH[24]
- Aussichtspunkt Gerbel bei Herschmettlen: Von diesem höchsten Punkt des Glatttals soll man (angeblich) 24 Kirchtürme zählen können.
- Drumlinlandschaft: Von den über 150 Drumlins (Grundmoränenhügel aus der Eiszeit) im oberen Glatttal befinden sich 50 auf Gossauer Gemeindegebiet. Besonders typisch ist der Drumlin Ottikerbüel in der Wacht Unterottikon.

## Persönlichkeiten
- Jakob Falk (* 15. oder 16. Jahrhundert; † 1528), Märtyrer der Täuferbewegung
- Gerold Stahel (1887–1955), Phytopathologe
- Ernst Brugger (1914–1998), Bundesrat
- Jakob Zollinger (1931–2010), Dorfhistoriker und Chronist[25][26]
- Charlotte Schmid (1932–2018), Designerin und Grafikdesignerin, in Gossau geboren
- Claudio Zanetti (* 1967), Politiker (SVP), alt Nationalrat, wohnt in Gossau
- Peter Zahnd, Architekt ETH, Zeichner, Maler, Dorfillustrator[27]